# フン・マネット
フン・マネット（クメール語: ហ៊ុន ម៉ាណែត, ラテン文字転写: Hŭn Manêt, クメール語発音: [hɔn maːnaet], 1977年10月20日 - ）は、カンボジアの軍人、政治家。現在、同国首相（第4代）。首相就任以前はカンボジア王国軍副司令官、陸軍司令官を務めた。階級は中将。人民党員。
父であるフン・センから2021年の時点で首相後継者として指名を受け、2年後の総選挙を経た形で権力世襲が行われた。世襲後、事実上の一党独裁体制を敷いている。

## 経歴
フン・センとブン・ラニーの長男として生まれる。アメリカ合衆国陸軍士官学校を卒業し、ニューヨーク大学にて修士号、2008年にはイギリスのブリストル大学で博士号（いずれも経済学）を取得した。物静かな性格とされ、士官学校時代のルームメイトからはフレンドリーで思いやりがあり無邪気な面がある、また大学院時代の恩師からは礼儀正しく勤勉との人物評があるが、父フン・センの後継者に選ばれるまではメディアへの露出が少なかったこともあり、思想や政治姿勢には不明な点が多い。
タイ=カンボジア国境紛争では交渉において重要な役割を果たした。2018年6月30日、フン・センは長男のフン・マネットを軍の高官に任命し、センが政界を引退するか死亡した場合に首相の座に就く準備を整え、フン一族の独裁体制を固めていた。
2021年12月に次期首相候補に指名される。2023年7月の総選挙でカンボジア人民党が大勝し、8月7日にノロドム・シハモニ国王より次期首相への指名を承認する国王令が発出され、22日に下院議会にて新首相に選出された。
2024年3月21日、大型車が路上で音楽を流した場合は取り締まるとして、地元当局に音楽を流したトラックを収集するよう命じる。同年8月5日にフナン・テチョ運河開発を行うことで、以前から運河を使用していたベトナムの影響力を減少させた。

## 人物
アメリカ、イギリスの大学にて学んでおり、英語に堪能である。
既婚者であり、ペイッ・チャンモニー夫人との間に1男2女がいる。趣味はハイキング。

## ギャラリー

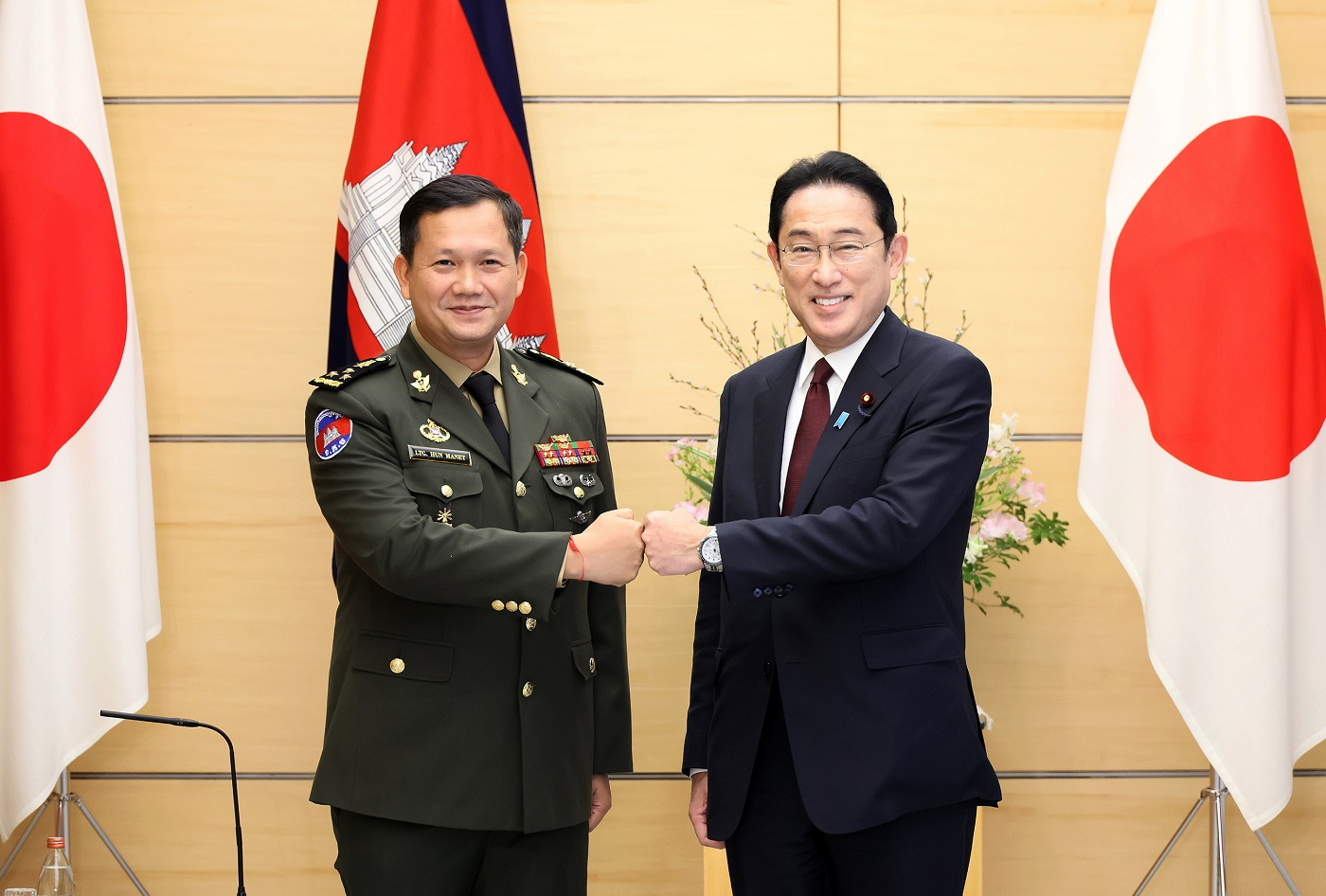
2022年2月16日、日本の首相官邸にて岸田文雄首相と
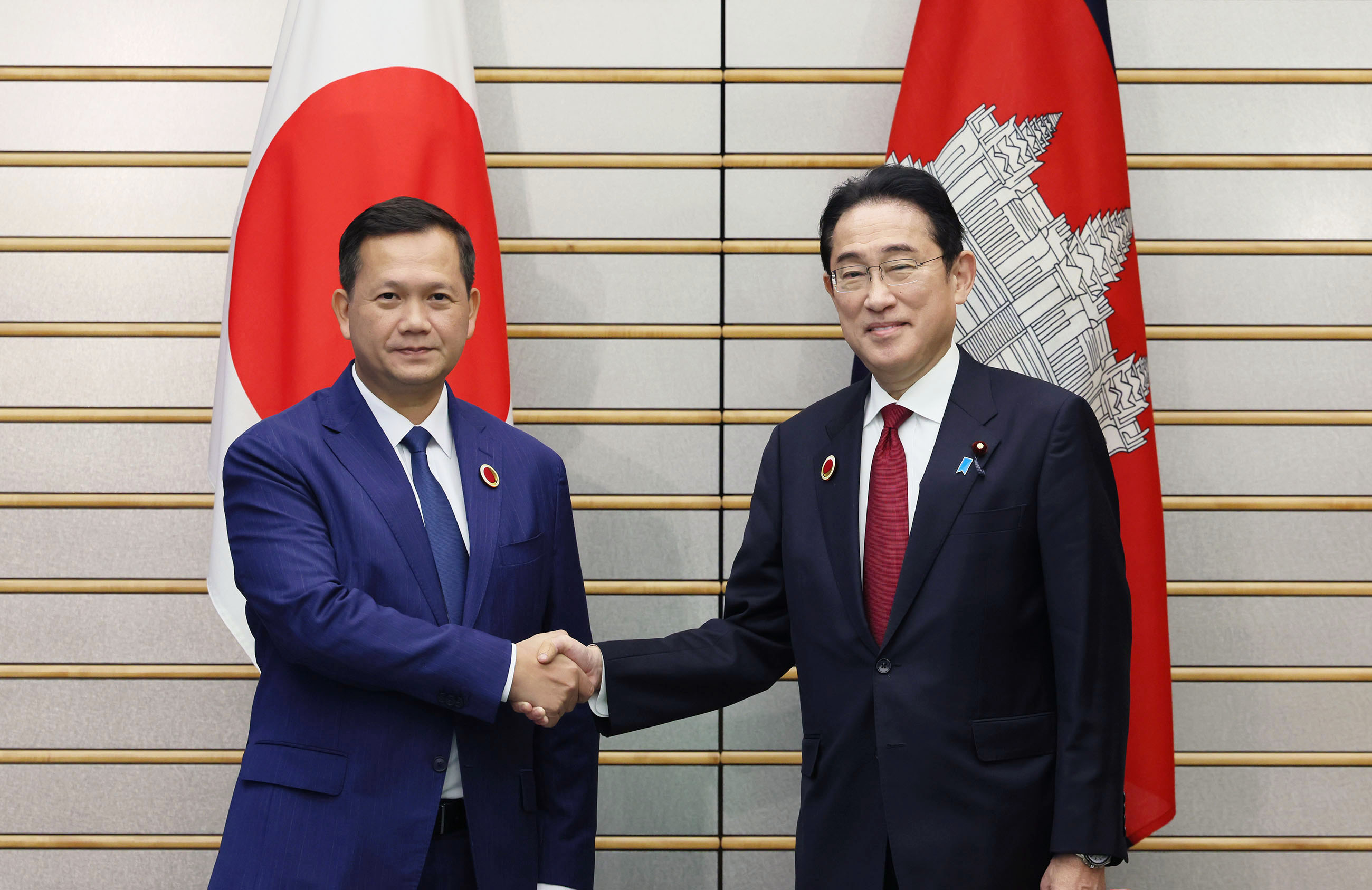
2023年12月18日、日本ASEAN友好協力50周年特別首脳会議出席時にて
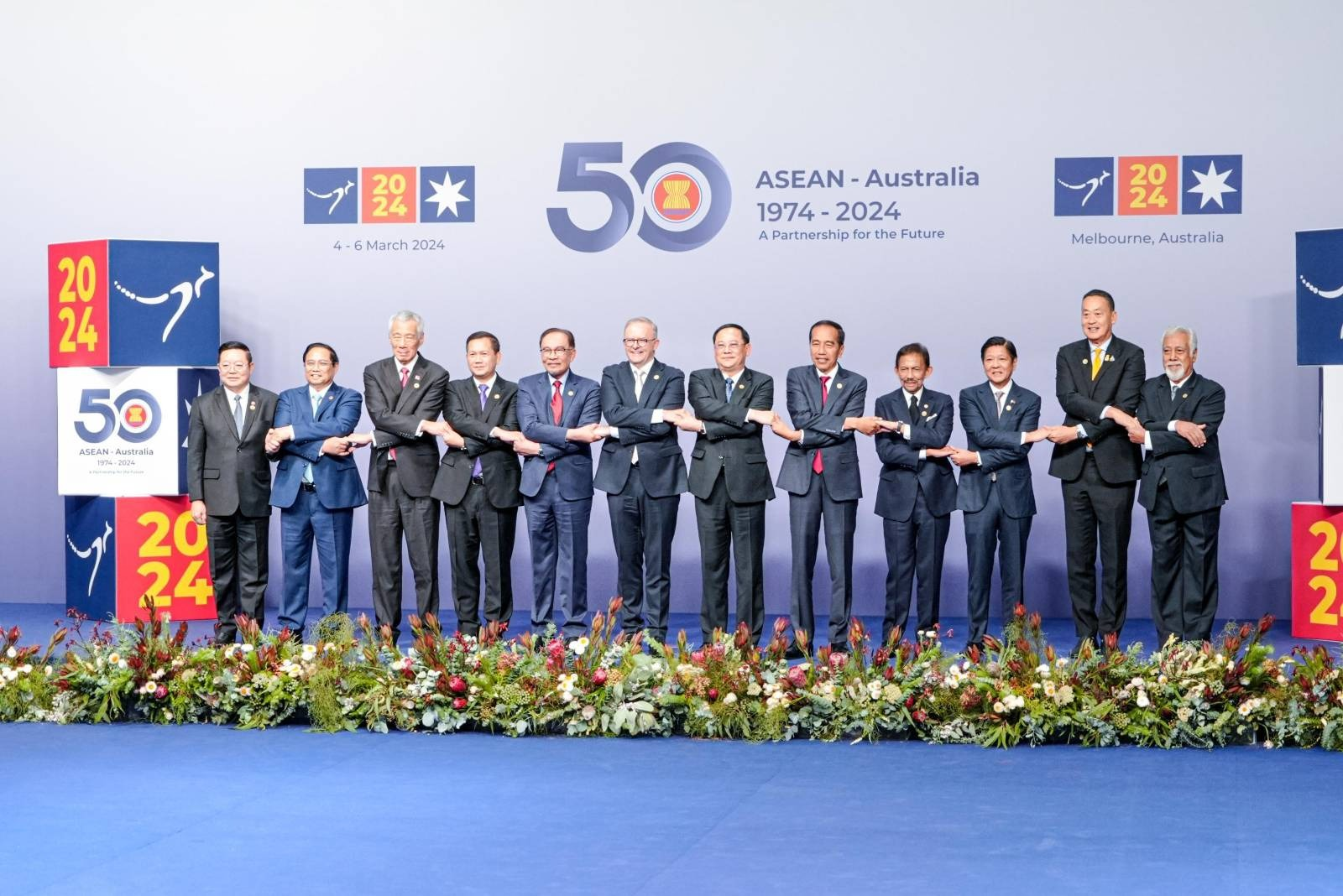
2024年3月5日、ASEAN+オーストラリアサミット会議にて（マネットは左から4人目）
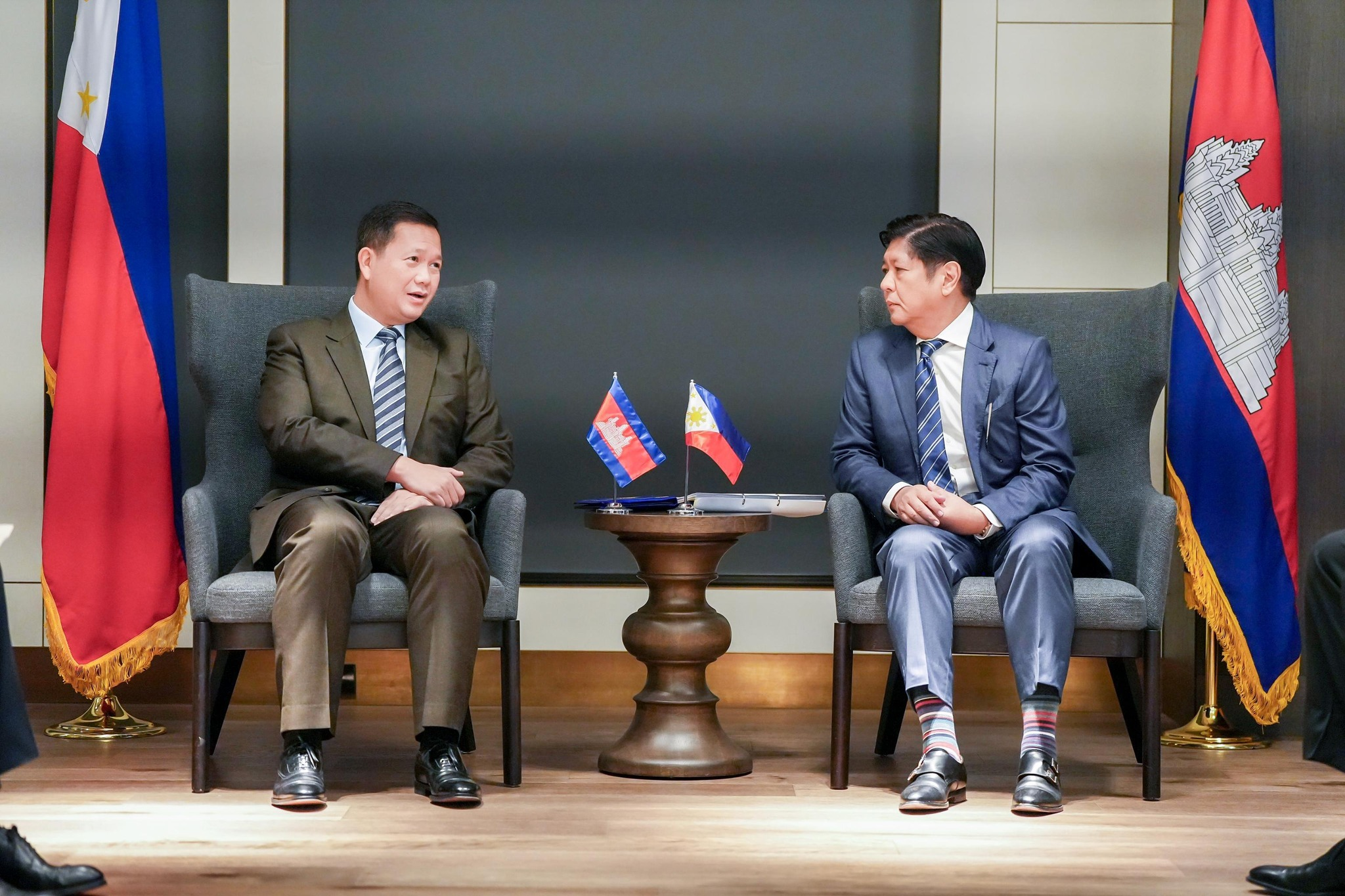
2024年3月4日、フィリピンのボンボン・マルコス大統領との会談にて
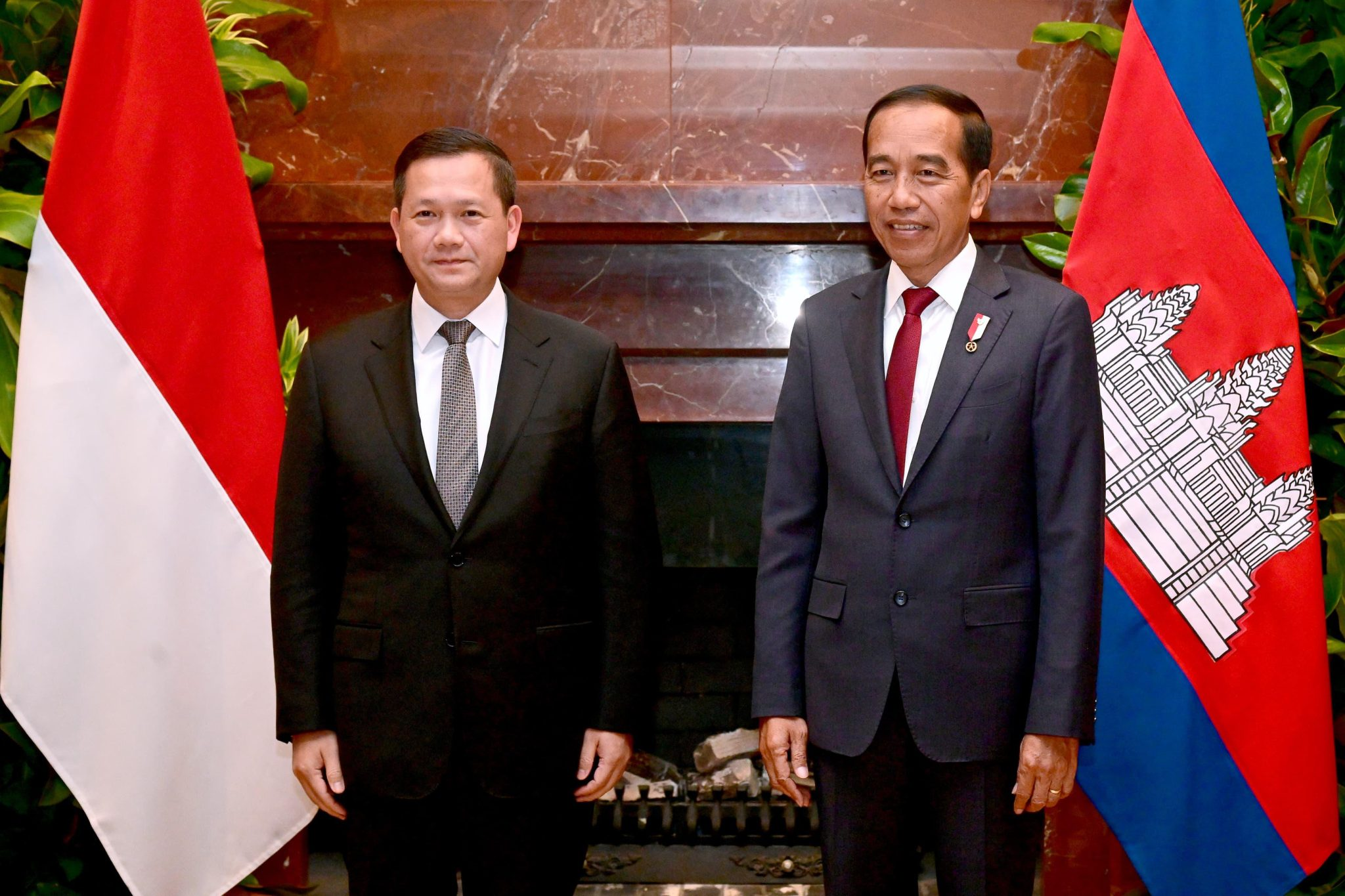
2024年3月5日、オーストラリアにてインドネシアのジョコ・ウィドド大統領と
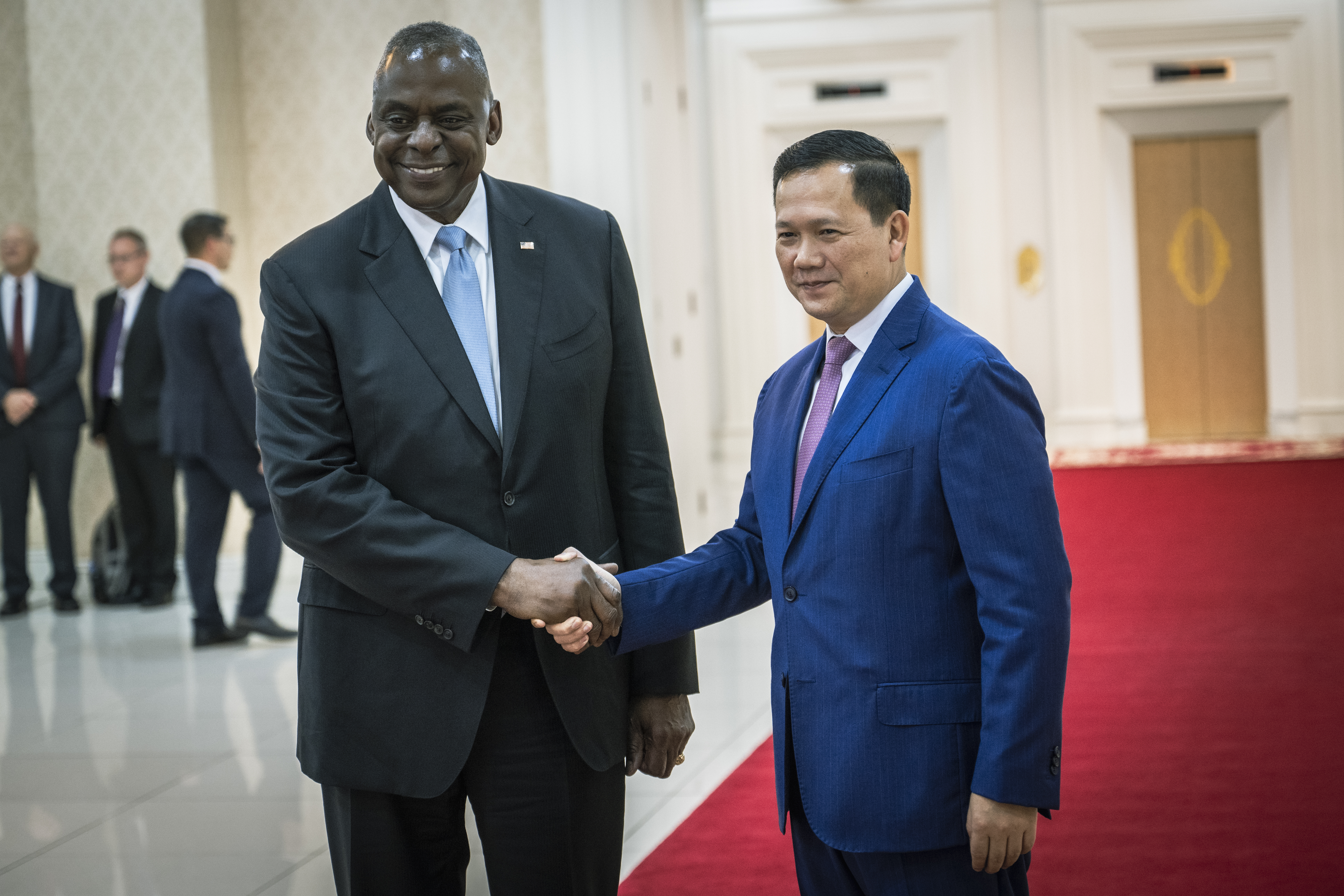
2024年6月4日、プノンペンにてアメリカのロイド・オースティン国防長官と
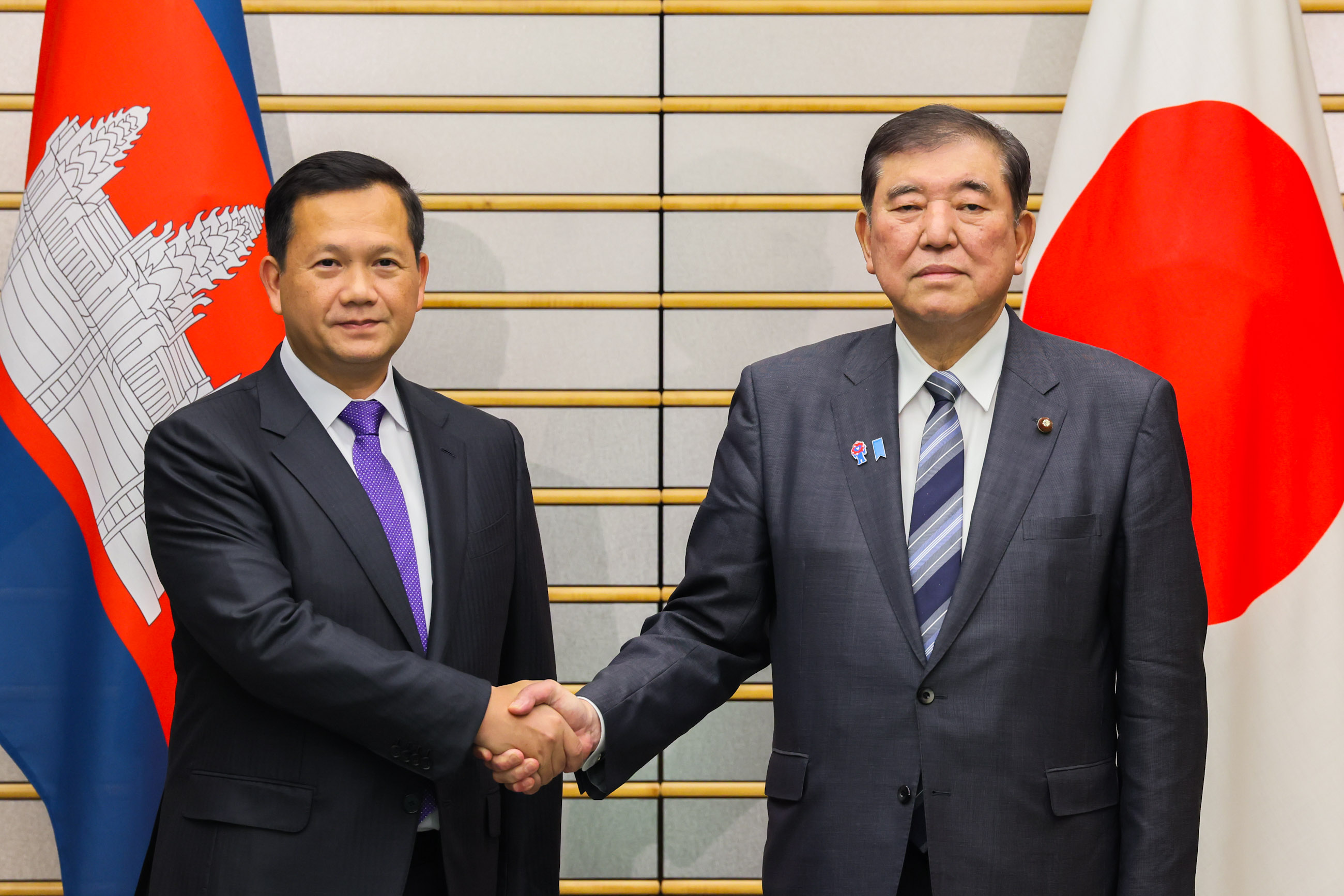
2025年5月30日、日本の首相官邸にて石破茂首相と